# Arcidiocesi di Chieti-Vasto

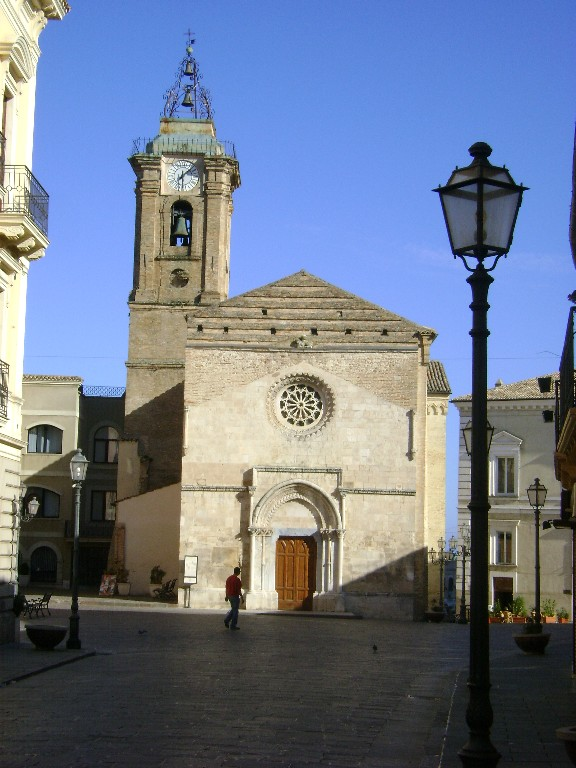
La concattedrale di San Giuseppe a Vasto.

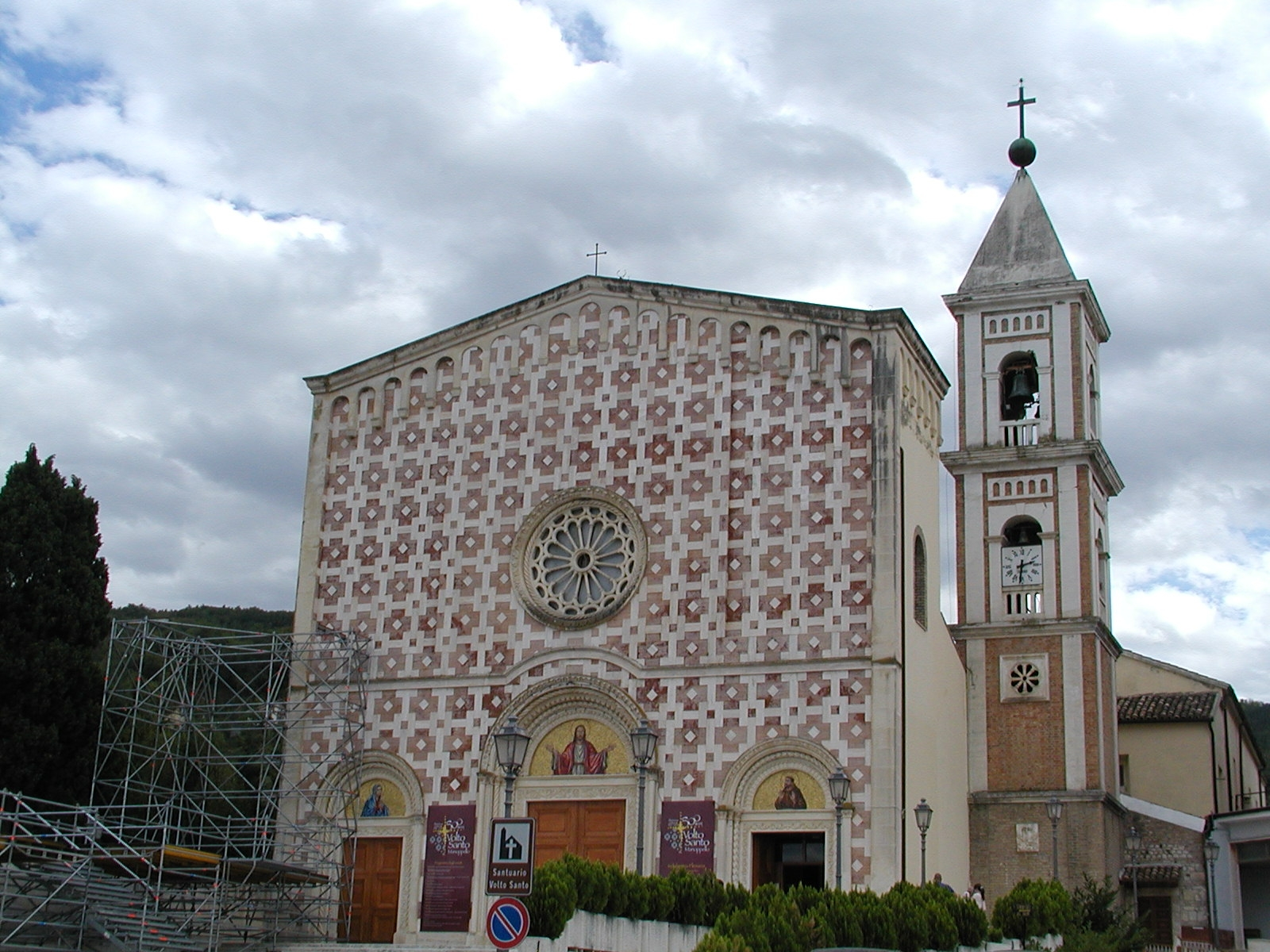
La basilica santuario del Volto Santo di Manoppello.

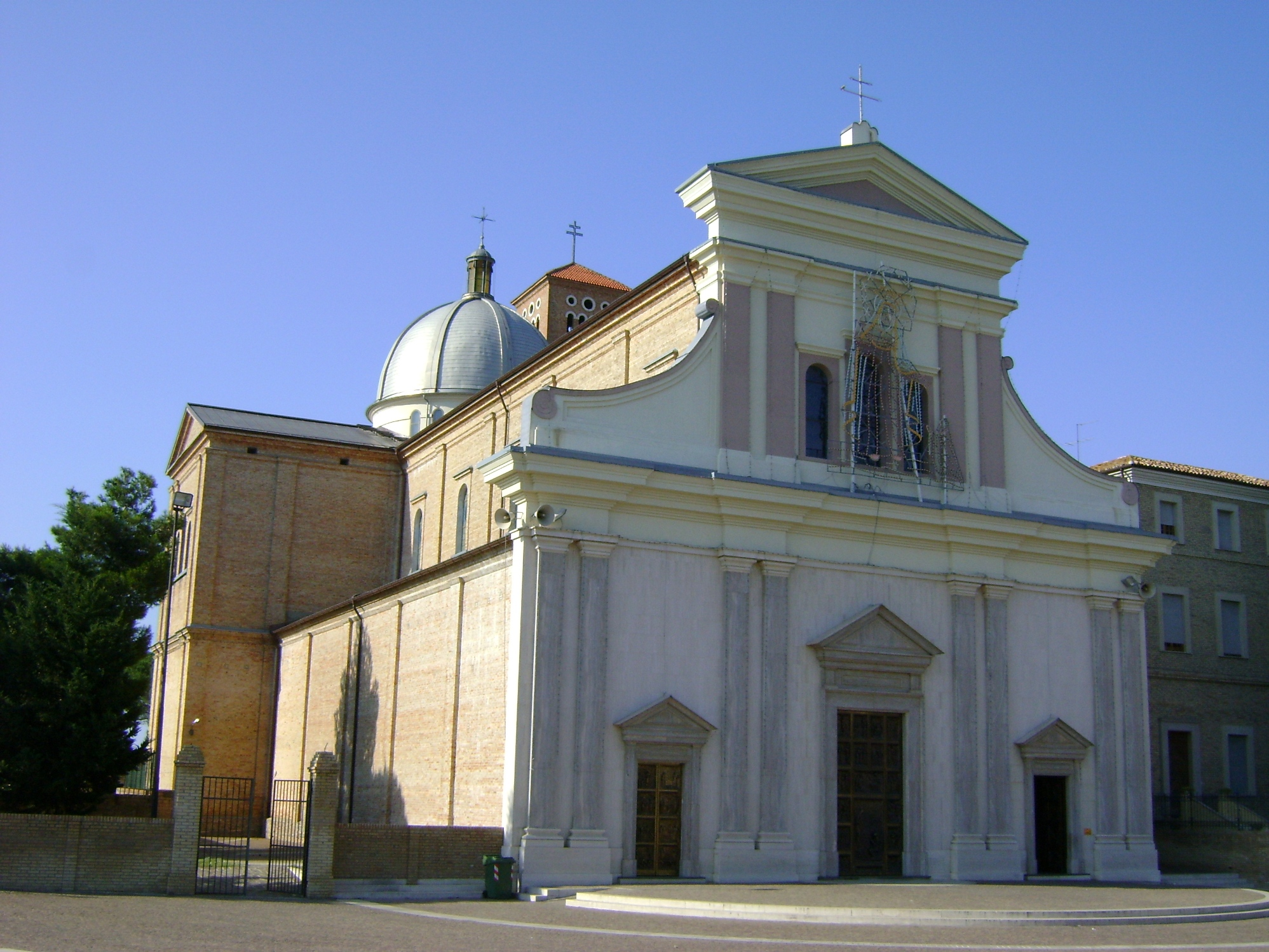
La basilica santuario della Madonna dei Miracoli di Casalbordino.

L'arcidiocesi di Chieti-Vasto (in latino Archidioecesis Theatina-Vastensis) è una sede metropolitana della Chiesa cattolica in Italia appartenente alla regione ecclesiastica Abruzzo-Molise. Nel 2023 contava 279.500 battezzati su 307.673 abitanti. È retta dall'arcivescovo Bruno Forte.
Ne sono patroni san Giustino (per Chieti) e san Michele arcangelo (per Vasto); la Beata Vergine dei Miracoli, venerata nel santuario di Casalbordino, ne è la compatrona.

## Territorio
L'arcidiocesi comprende 91 comuni abruzzesi in due distinte province:
- 78 comuni in provincia di Chieti: Altino, Archi, Atessa, Bomba, Bucchianico, Carpineto Sinello, Carunchio, Casacanditella, Casalanguida, Casalbordino, Casalincontrada, Casoli, Chieti, Civitaluparella, Civitella Messer Raimondo, Colledimacine, Colledimezzo, Cupello, Dogliola, Fallo, Fara Filiorum Petri, Fara San Martino, Filetto, Fossacesia, Fraine, Francavilla al Mare, Fresagrandinaria, Furci, Gessopalena, Gissi, Giuliano Teatino, Guardiagrele, Guilmi, Lama dei Peligni, Lentella, Lettopalena, Liscia, Miglianico, Montazzoli, Montebello sul Sangro, Monteferrante, Montelapiano, Montenerodomo, Monteodorisio, Orsogna, Paglieta, Palmoli, Palombaro, Pennadomo, Pennapiedimonte, Perano, Pietraferrazzana, Pollutri, Pretoro, Rapino, Ripa Teatina, Rocca San Giovanni, Roccamontepiano, Roccascalegna, Roccaspinalveti, San Buono, San Giovanni Teatino, San Martino sulla Marrucina, San Salvo, San Vito Chietino (in parte)[2], Sant'Eusanio del Sangro, Scerni, Taranta Peligna, Torino di Sangro, Tornareccio, Torrevecchia Teatina, Torricella Peligna, Tufillo, Vacri, Vasto, Villa Santa Maria, Villalfonsina e Villamagna;
- 13 comuni in provincia di Pescara: Abbateggio, Bolognano, Caramanico Terme, Lettomanoppello, Manoppello, Roccamorice, Salle, San Valentino in Abruzzo Citeriore, Sant'Eufemia a Maiella, Scafa, Serramonacesca, Tocco da Casauria e Turrivalignani.

Sede arcivescovile è la città di Chieti, dove si trova la cattedrale di San Giustino, in origine dedicata a San Tommaso apostolo. A Vasto ha sede la concattedrale di San Giuseppe. L'arcidiocesi comprende anche due basiliche minori: la basilica santuario del Volto Santo a Manoppello, e il santuario della Madonna dei Miracoli a Casalbordino.
Il territorio si estende su 2.539 km² ed è suddiviso in 146 parrocchie raggruppate in 10 zone pastorali o foranie: Atessa, Casoli, Chieti, Chieti Scalo, Fossacesia-Casalbordino, Francavilla al Mare, Gissi, Guardiagrele, Scafa e Vasto.
La provincia ecclesiastica di Chieti-Vasto comprende una sola suffraganea, l'arcidiocesi di Lanciano-Ortona.

## Istituti religiosi

### Istituti religiosi maschili
- Chierici regolari ministri degli infermi
- Chierici regolari minori
- Congregazione del Santissimo Redentore
- Congregazione della Passione di Gesù Cristo
- Congregazione sublacense dell'Ordine di San Benedetto
- Famiglia dei discepoli
- Figli della Sacra Famiglia
- Fratelli dell'istruzione cristiana di San Gabriele
- Ordine dei frati minori
- Ordine dei frati minori cappuccini
- Ordine dei frati minori conventuali
- Società salesiana di San Giovanni Bosco

### Istituti religiosi femminili
- Apostole del Sacro Cuore di Gesù
- clarisse
- Figlie dell'Amore di Gesù e Maria
- Figlie della carità di San Vincenzo de' Paoli
- Figlie della Croce, Suore di Sant'Andrea
- Figlie della Divina Provvidenza
- Figlie di Maria Santissima dell'Orto
- Figlie di San Camillo
- Figlie di San Giuseppe di Rivalba
- Suore adoratrici del Sangue di Cristo
- Suore ancelle dell'Incarnazione
- Suore clarisse della Santissima Annunziata
- Suore convittrici del Bambin Gesù
- Suore compassioniste serve di Maria
- Suore della Carità di Santa Giovanna Antida Thouret
- Suore della Sacra Famiglia di Spoleto
- Suore di carità dell'Immacolata Concezione
- Suore domenicane dell'Opera Santa Maria di Nazareth
- Suore francescane alcantarine
- Suore francescane di Nostra Signora del Buon Soccorso
- Suore francescane di Sant'Antonio
- Suore francescane missionarie di Gesù Bambino
- Suore maestre di Santa Dorotea
- Suore missionarie dei Sacri Cuori di Gesù e Maria
- Suore missionarie pie madri della Nigrizia
- Suore oblate di Maria Vergine di Fátima
- Suore orsoline figlie di Maria Immacolata
- Suore terziarie francescane elisabettine

## Storia
L'odierna arcidiocesi nasce nel 1986 dall'unione di due precedenti sedi episcopali: la diocesi di Chieti, storicamente documentata a partire dalla prima metà del IX secolo; e la diocesi di Vasto istituita il 23 luglio 1853.

### Chieti

#### Le origini
Incerta e discussa è l'origine della diocesi di Chieti. La tradizione attribuisce la sua fondazione a san Giustino; benché una ecclesia sancti Justini sia documentata fin dall'840, la tradizione che fa di questo santo il protovescovo della diocesi teatina è piuttosto tardiva e risalirebbe solo al XV secolo. La stessa tradizione, non anteriore al XVI secolo, segnala, dopo Giustino, una serie di dodici santi vescovi, molti dei quali completamente ignoti, che la critica agiografica esclude tuttavia dalla cronotassi di Chieti.
Incerta è anche l'attribuzione del vescovo Quinto, che prese parte al concilio romano del 499 indetto da papa Simmaco; secondo l'edizione critica degli atti conciliari, Quinto non era vescovo della ecclesia Theatina, ma della ecclesia Theanensis, ossia di Teano. La tradizione erudita assegna poi alla sede di Chieti il vescovo Barbato, a cui papa Gregorio I avrebbe affidato nel 594 la cura della diocesi di Ortona, allora vacante. Anche questo nome tuttavia sembra essere da escludere dalla cronotassi teatina; infatti la lettera di Gregorio Magno relativa a questo avvenimento non riporta né il nome di Barbato né la sede di Chieti assegnata a questo vescovo.
Secondo Francesco Lanzoni, nessuno dei vescovi riportati dalle cronotassi tradizionali anteriori al IX secolo sono da considerarsi come autentici. Tuttavia lo storico faentino non esclude l'antichità della diocesi, benché nessun nome di vescovo sia noto, probabilmente già esistente prima dell'invasione longobarda. Infatti sostiene che «se non mancava [un vescovo] nel piccolo paese degli Aequi e dei Marsi, quello dei Marruccini non doveva esserne privo. Né è improbabile perciò che la diocesi di Chieti rimonti almeno al IV secolo, come, in generale, le diocesi italiane delle più remote regioni italiane».

#### Il medioevo
I primi vescovi teatini storicamente documentati risalgono solo alla metà del IX secolo. Il primo di questi è Teodorico I, che indisse e presiedette un sinodo a Chieti, celebrato il 12 maggio 840, che mostra la vitalità e l'organizzazione della chiesa teatina in questo periodo e dove si fa menzione di un predecessore del vescovo Teodorico, senza però citarne il nome. Gi atti riportano, oltre all'esistenza di una ecclesia sancti Justini, anche quella ad honorem sancti Thomae, vicino alla quale fu costruito l'episcopio, e che divenne il centro propulsore della diocesi. La cattedrale teatina fu dedicata a San Tommaso Apostolo almeno fino a tutto il XII secolo e solo successivamente venne aggiunto il titolo di San Giustino.
Dopo Teodorico I sono noti i vescovi Lupo, che prese parte al concilio romano dell'844 e presenziò all'incoronazione di Ludovico II fatta da papa Sergio II; e Pietro I, che sottoscrisse tramite l'arcidiacono Orso gli atti del concilio romano di dicembre 853.
A partire da questo periodo, con l'organizzazione di cui la diocesi si dotò nel concilio dell'840, Chieti divenne il principale centro ecclesiastico della regione estendendo la sua giurisdizione anche sui territori di Ortona, documentata come diocesi in epoca tardo-romana, di Vasto e di tutto l'Abruzzo sud-orientale. L'unità del territorio fu messo in crisi dal potere delle grandi abbazie dell'Italia centro-meridionale (innanzitutto Montecassino) che possedevano in zona diversi feudi esenti dalla giurisdizione episcopale.
La bolla di papa Niccolò II del 2 maggio 1059 definì con precisione i confini della diocesi. «Andavano dalla località Tremonti sul Pescara, sotto Popoli, per il Morrone (monte de Ursa), salivano a Coccia, gola angusta fra Sulmona e Palena, e scendevano al fiume Aventino passando fra Lettopalena e Palena per poi salire lungo i monti Pizzi e raggiungere il fiume Sinello; proseguivano quindi fino al monte di Treste, dove nasce il fiume omonimo, e passavano al monte degli Schiavi fino al fiume Trigno; seguendo il Trigno arrivavano al mare e dalla foce del Trigno, lungo la costa adriatica, giungevano alla foce del Pescara per tornare, risalendo il fiume, fino a Tremonti.»
Tra il XII e il XIV secolo, attraverso le donazioni di vari terreni e feudi, all'ufficio di vescovo di Chieti si legarono anche i titoli di barone di Villamagna, Orni, Forcabobolina e Astignano e, più tardi, anche quello di conte di Chieti.
A partire dal XIII secolo fiorirono nella diocesi i grandi ordini mendicanti e, parallelamente, si sviluppò un notevole movimento eremitico il cui più celebre esponente fu Pietro dal Morrone (il futuro papa Celestino V) che a Roccamorice nel 1254 fondò l'eremo di Santo Spirito a Maiella, primo nucleo della congregazione dei monaci Celestini.

#### L'età moderna e contemporanea

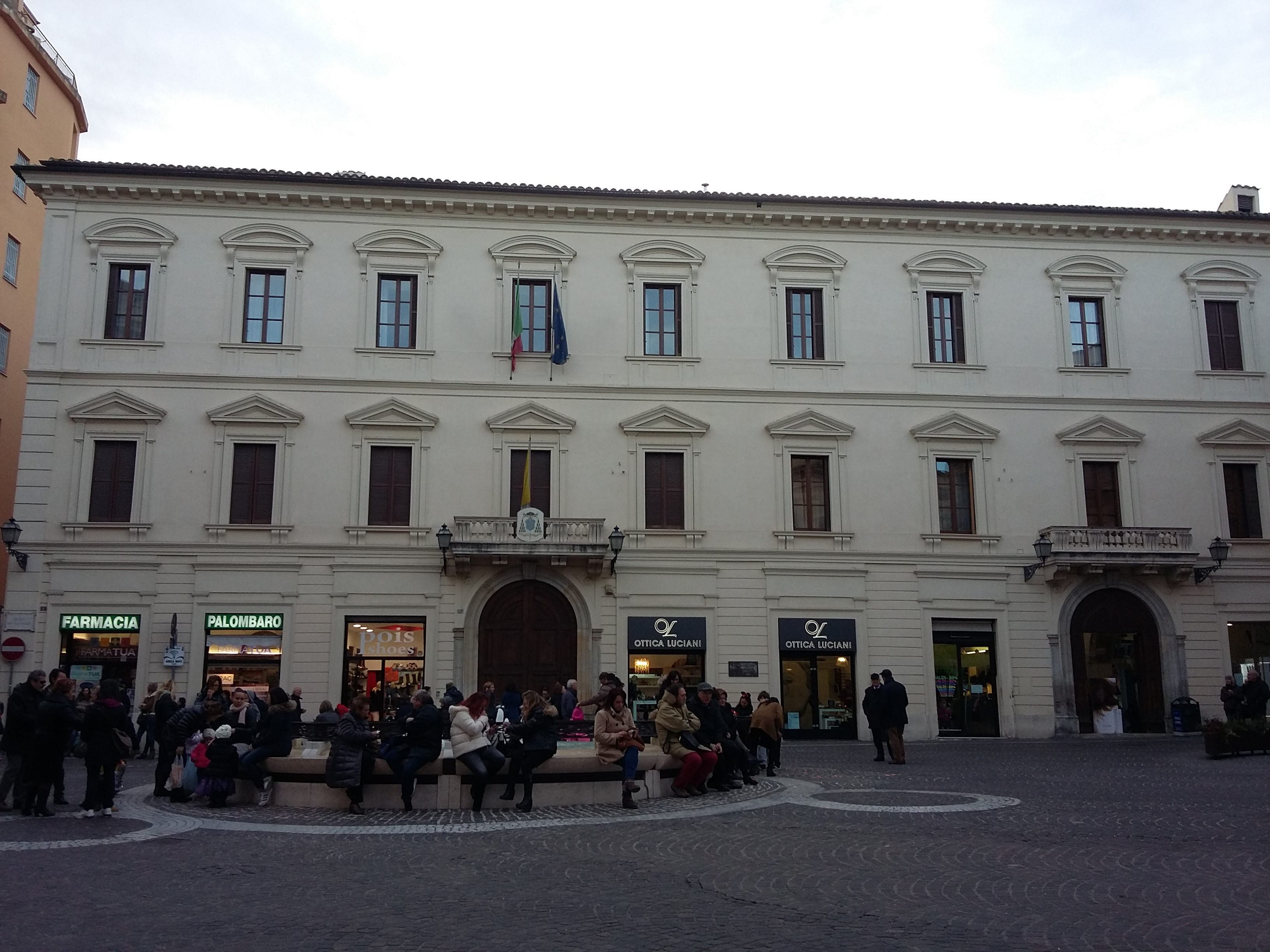
Il palazzo arcivescovile di Chieti.

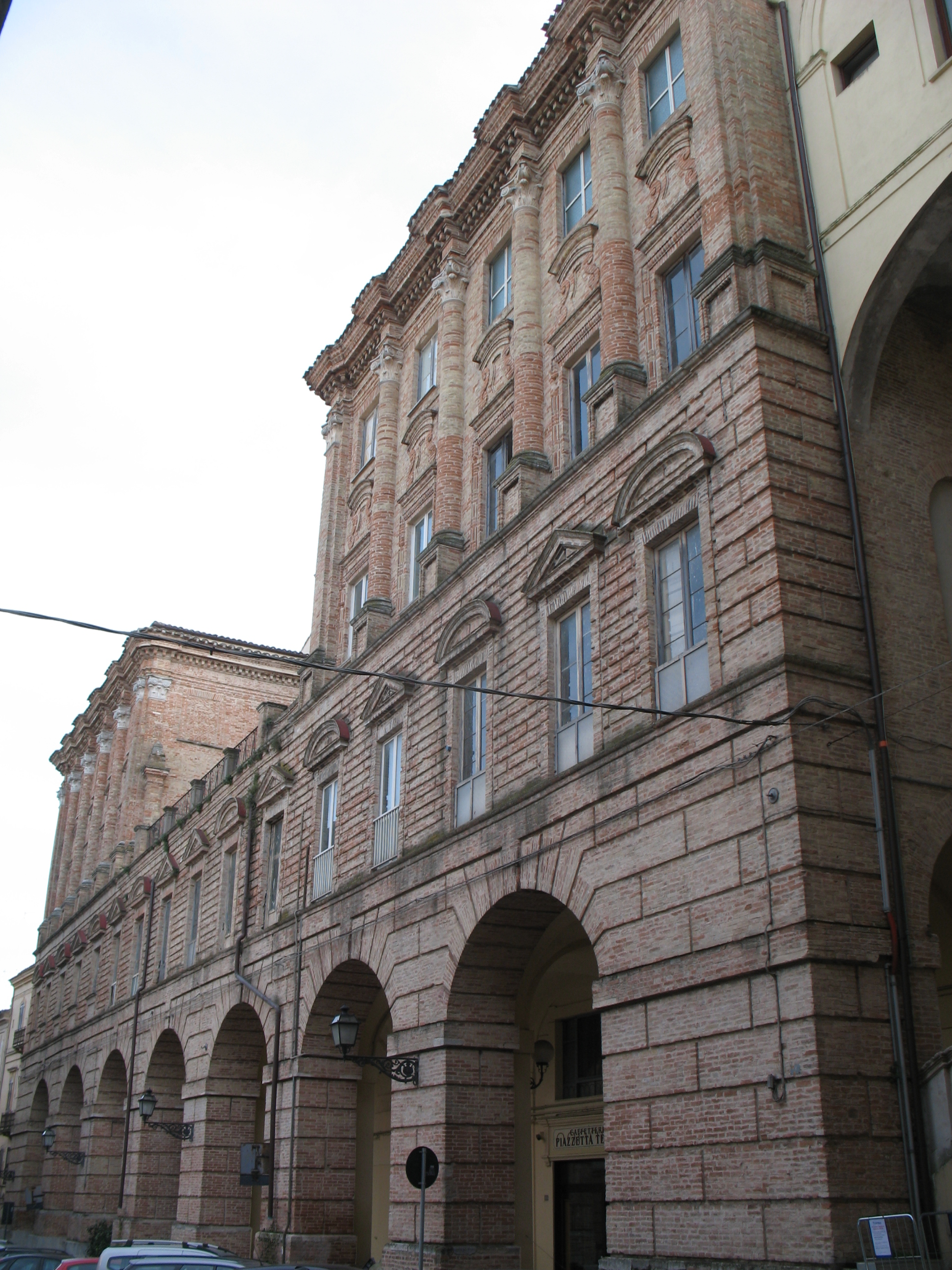
Il seminario arcivescovile teatino, fondato da Giovanni Oliva nel 1568.

Nel corso dei secoli successivi la sede episcopale di Chieti raggiunse un certo prestigio e cominciò ad essere contesa dalle maggiori famiglie del Regno di Napoli. Nel 1505 Giampietro Carafa (poi papa con il nome di Paolo IV) ottenne grazie allo zio Oliviero il governo della diocesi: quando fondò con Gaetano di Thiene l'ordine dei Chierici regolari, diede loro il nome di Teatini dal nome latino della sua diocesi; anche i fondatori di altri due dei nuovi Ordini della Controriforma, Francesco Caracciolo dei Chierici regolari minori e Camillo de Lellis dei Ministri degli infermi, erano originari della diocesi (rispettivamente di Villa Santa Maria e Bucchianico).
Agli inizi del XVI secolo, il 27 giugno 1515, Chieti perse parte del proprio territorio a vantaggio dell'erezione della diocesi di Lanciano. Il 1º giugno 1526, con la bolla Super universas di papa Clemente VII, Chieti fu elevata al rango di arcidiocesi metropolitana e le furono assegnate come suffraganee le diocesi di Penne, Atri e la stessa Lanciano. Chieti perse ben presto tutte le sue diocesi suffraganee: prima Penne e Atri, restituite alla soggezione immediata da papa Paolo III con la bolla Inter cetera del 18 luglio 1539; quindi Lanciano, elevata ad arcidiocesi da Pio IV nel 1561; Pio V ripristinò allora la diocesi di Ortona (20 ottobre 1570) e la dichiarò soggetta a Chieti.
Nella seconda metà del XVI secolo gli arcivescovi si impegnarono in prima persona per l'attuazione dei decreti di riforma del concilio di Trento attraverso le visite pastorali, la fondazione del seminario arcivescovile ad opera di Giovanni Oliva nel 1568, e la celebrazione dei sinodi il primo dei quale è quello del 1581 indetto da Cesare Busdrago. Aumentò contestualmente in città e nella diocesi la presenza dei nuovi ordini religiosi, come i carmelitani scalzi, i gesuiti, i cappuccini, i minimi e gli scolopi.
Nel 1624 gli oratoriani di Santa Maria in Vallicella, che avevano in commenda l'abbazia di San Giovanni in Venere, cedettero all'arcivescovo di Chieti la giurisdizione ecclesiastica su alcune parrocchie di questa Chiesa nullius: Fossacesia, Francavilla al Mare, Paglieta, Rocca San Giovanni, Sant'Eusanio del Sangro, San Vito Chietino e Vasto.
Con la riforma delle circoscrizioni ecclesiastiche operata da papa Pio VII con la bolla De utiliori (27 giugno 1818), alcune Chiese nullius dioecesis del territorio furono soppresse e riunite alla sede arcivescovile di Chieti; tra queste la prelatura di San Martino in Valle di Fara San Martino, la prepositura di San Leucio e le tre abbazie di Santa Maria in Monteplanizio a Lettopalena, di San Clemente a Casauria e dei Santi Vito e Salvo). La stessa bolla soppresse l'unica suffraganea di Chieti, la diocesi di Ortona, che venne unita a quella di Lanciano.
Chieti rimase così priva di suffraganee e, per porre rimedio alla questione, ad istanza di Ferdinando II e del marchese Alfonso d'Avalos, papa Pio IX con la bolla In apostolica omnium ecclesiarum del 1853 dismembrò dall'arcidiocesi di Chieti la città di Vasto e il suo distretto, erigendo una nuova diocesi, che fu affidata in regime di amministrazione perpetua all'arcivescovo di Chieti.
Il 1º luglio 1949, a seguito della riforma territoriale che portò alla nascita della diocesi di Penne-Pescara, Chieti perse le cinque parrocchie del comune di Pescara situate sulla riva destra del fiume Aterno, che segnava l'antico confine con la diocesi di Penne.
Il 31 luglio 1950, con la lettera apostolica Mirum sane, papa Pio XII proclamò la Beata Maria Vergine dei Miracoli, venerata nel santuario di Casalbordino in diocesi di Vasto, patrona dell'arcidiocesi.
Nel 1977 l'arcidiocesi di Chieti acquisì le parrocchie dei comuni di Serramonacesca e di Fara Filiorum Petri, e la parrocchia della frazione di Ripacorbaria nel comune di Manoppello, già appartenute all'abbazia territoriale di Montecassino.
Il 2 marzo 1982, con la bolla Fructuosa ecclesiae di papa Giovanni Paolo II, alla provincia ecclesiastica di Chieti furono annesse due nuove suffraganee: Lanciano, che mantenne comunque la dignità arcivescovile, e Ortona, unita aeque principaliter a Lanciano. Il 24 agosto dello stesso anno ebbe fine il regime di amministrazione perpetua e la diocesi di Vasto fu unita aeque principaliter alla sede teatina; contestualmente l'arcivescovo Vincenzo Fagiolo fu nominato anche vescovo di Vasto.

### Vasto
Una comunità cristiana nell'antica città romana di Histonium, l'odierna Vasto, è attestata per la prima volta sul finire del V secolo nell'epistolario di papa Gelasio I (492-496). Il pontefice scriveva al vescovo Celestino, la cui sede episcopale non è indicata, per incaricarlo di promuovere al diaconato il chierico Felicissimo e al presbiterato il diacono Giuliano, entrambi appartenenti all'ecclesia Stoniensium. Queste indicazioni rivelano «l'esistenza nella città di Vasto, nel V secolo, di una comunità cristiana ben organizzata e strutturata… Se Vasto fosse, allo stesso tempo, anche sede episcopale, è questione di controversa interpretazione.»
Gli autori infatti si dividono sull'interpretazione della lettera di papa Gelasio, la quale per alcuni, tra i quali Lanzoni e Kehr, è indizio dell'esistenza di una diocesi, in quel momento vacante; per altri invece non vi sono motivi sufficienti per concludere che Vasto fosse già diocesi nel tardo periodo romano, non essendoci nessun'altra menzione nelle fonti storiche successive e non essendo noto alcun vescovo di questa diocesi.
A partire dal IX secolo la città e il territorio di Vasto risultano appartenere alla diocesi di Chieti. Dall'XI al XVII secolo la città vastese, dal punto di vista spirituale, dipendeva dall'abbazia di San Giovanni in Venere, esente dalla giurisdizione vescovile e immediatamente soggetta alla Santa Sede.
All'inizio dell'Ottocento furono soppresse le due parrocchie cittadine, quelle di Santa Maria Maggiore e di San Pietro, e fu istituita una nuova parrocchia nella chiesa di San Giuseppe, elevata al rango di collegiata.
Ad istanza del re Ferdinando II e del marchese Alfonso d'Avalos, papa Pio IX, con la bolla In apostolica omnium ecclesiarum del 23 luglio 1853, separò dall'arcidiocesi di Chieti la città di Vasto e il suo distretto compreso nel territorio dell'arcidiocesi teatina, l'eresse in vescovato ed eresse la collegiata di San Giuseppe in cattedrale; la nuova diocesi venne affidata in regime di amministrazione perpetua all'arcivescovo di Chieti. Per gli uffici della curia ed il seminario, venne recuperato l'antico collegio dei Chierici Regolari della Madre di Dio.
Oltre a Vasto, la nuova diocesi comprendeva 33 comuni: Archi, Atessa, Bomba, Carpineto Sinello, Carunchio, Casalanguida, Casalbordino, Colledimezzo, Cupello, Dogliola, Fraine, Fresagrandinaria, Furci, Gissi, Guilmi, Lentella, Liscia, Montazzoli, Monteferrante, Monteodorisio, Paglieta, Palmoli, Perano, Pietraferrazzana, Pollutri, Roccaspinalveti, San Buono, San Salvo, Scerni, Torino di Sangro, Tornareccio, Tufillo, Vasto e Villalfonsina.
Dal 17 febbraio 1940 al 26 giugno 1948 la sede di Vasto, che aveva cambiato nome in Istonio, assunse il nome latino di dioecesis Histoniensis.
Il 31 luglio 1950, con la lettera apostolica Imaginem Beatae Mariae, papa Pio XII proclamò la Beata Maria Vergine dei Miracoli, venerata nel santuario di Casalbordino, patrona della diocesi.
Il regime di amministrazione perpetua si mantenne fino al 1982. Il 24 agosto di quell'anno la Congregazione per i Vescovi nominò Vincenzo Fagiolo, già arcivescovo di Chieti, anche vescovo di Vasto, la cui sede fu unita aeque principaliter a quella teatina. Il doppio titolo di arcivescovo di Chieti e vescovo di Vasto fu assunto anche dal successore Antonio Valentini, fino al decreto del 1986.

### Le due sedi unite

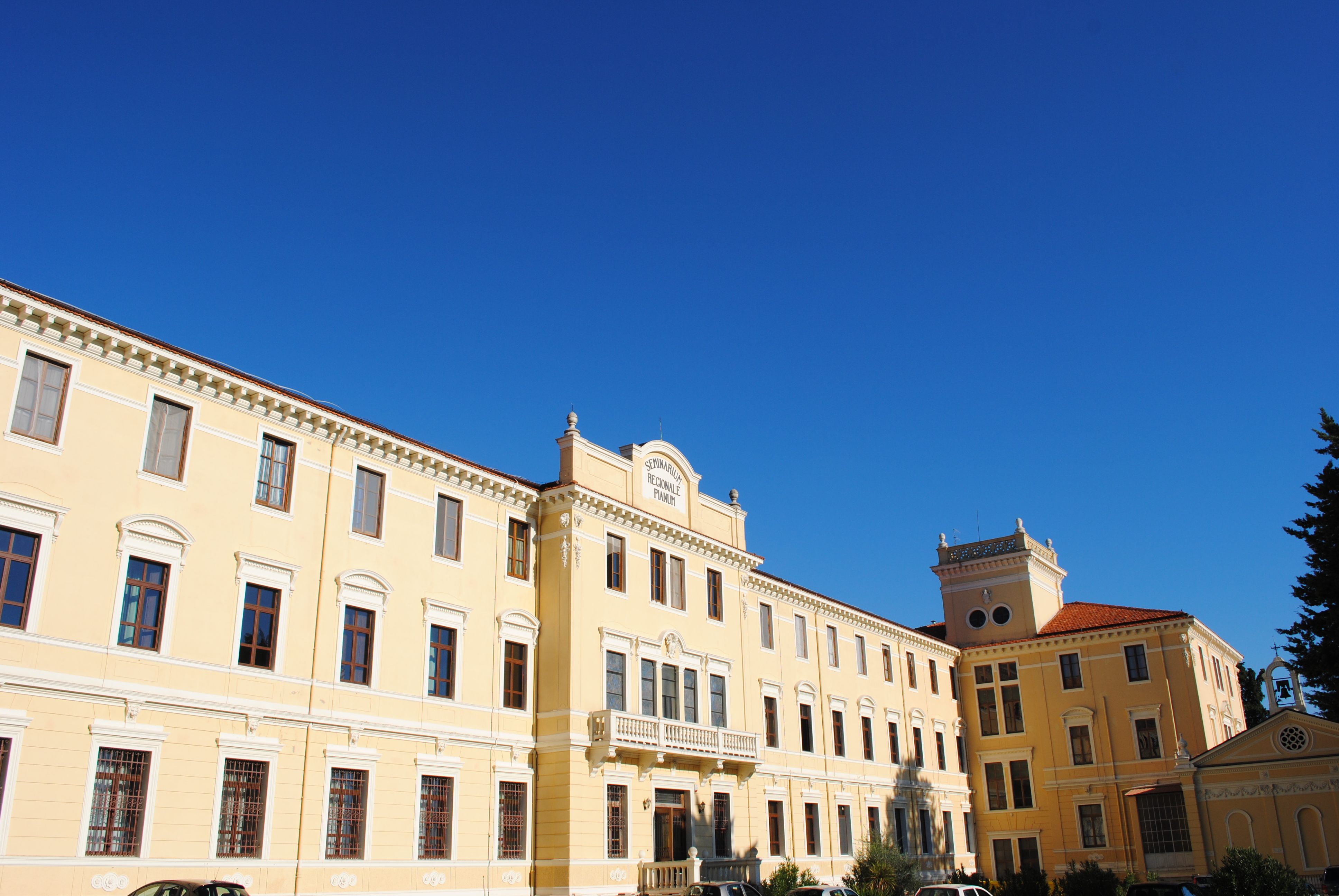
Il Pontificio Seminario Regionale "San Pio X" di Chieti.

Il 30 settembre 1986, con il decreto Instantibus votis della Congregazione per i Vescovi, fu stabilita la piena unione delle due diocesi di Chieti e di Vasto e la nuova circoscrizione ecclesiastica ha assunto l'attuale denominazione: Arcidiocesi di Chieti-Vasto.
Il 7 ottobre 1989 l'arcivescovo Antonio Valentini, rendendo esecutivo il decreto che stabiliva, insieme alla piena unione delle due diocesi di Chieti e Vasto, la costituzione nella chiesa cattedrale di Chieti dell'unico capitolo cattedrale, stabilì che il capitolo metropolitano fosse composto da 12 sacerdoti e presieduto da un canonico con il titolo di presidente: nelle celebrazioni corali, i canonici indossano l'abito talare nero, il rocchetto e la mozzetta color cremisi.
Il 31 maggio 2010 la parrocchia di Maria Santissima Madre di Dio, in frazione Pretaro (comune di Francavilla al Mare), è stata staccata dall'arcidiocesi di Pescara-Penne e aggregata all'arcidiocesi di Chieti-Vasto.

## Cronotassi

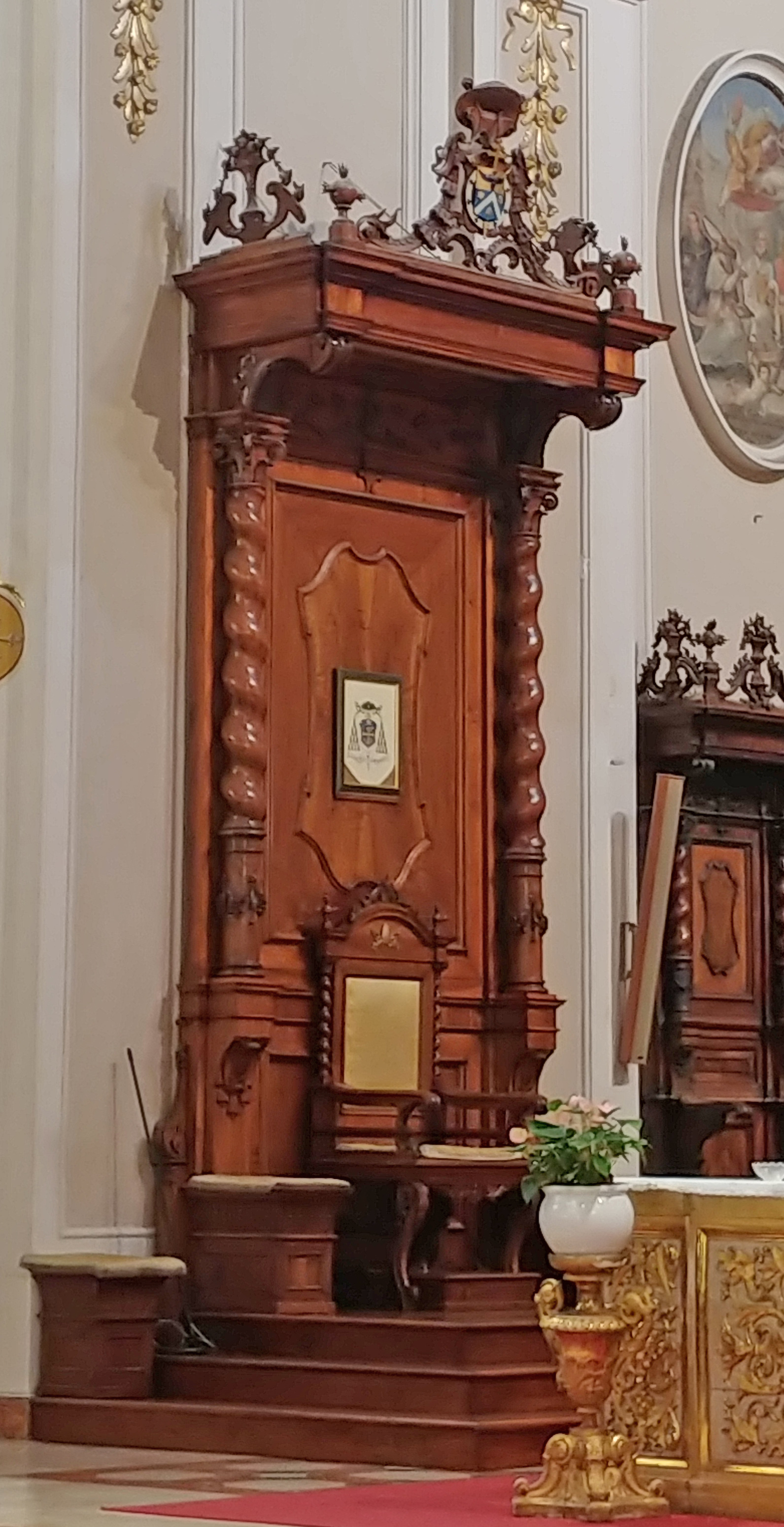
La cattedra episcopale, nella cattedrale di San Giustino a Chieti.

Si omettono i periodi di sede vacante non superiori ai 2 anni o non storicamente accertati.

### Vescovi e arcivescovi di Chieti
- San Giustino ? †[20]
- Quinto ? † (menzionato nel 499)[21]
- Barbato ? † (menzionato nel 594)[22]
- Teodorico I † (menzionato nell'840)
- Lupo I † (menzionato nell'844)
- Pietro I † (menzionato nell'853)
- Teodorico II † (prima di novembre 879[23] - 6 giugno 888 deceduto)
- Atinolfo † (menzionato nel 904 circa)[24]
- Rimo † (prima del 962 ?[25] - 12 agosto 964 deceduto)
- Liuduino † (prima del 972 - 9 marzo 1008 deceduto)
- Lupo II ? † (1008 - ?)[26]
- Arnolfo † (menzionato nel 1049)
- Attone I dei Conti dei Marsi † (18 aprile 1057 - 1071 deceduto)[27]
- Teuzo † (1073/1074 - ?)[28]
- Rainolfo † (prima di luglio 1086 - circa 1105 deceduto)[29]
- Ruggero † (? - 24 aprile 1107 deceduto)[29]
- Alberico, O.S.B. † (? - circa 1110 dimesso)[29]
- Guglielmo I † (1111 - 6 giugno 1117 deceduto)[29]
- Andrea I † (menzionato nel 1118)[29]
- Gerardo † (3 giugno 1118 - circa 1125 deceduto)[29]
- Attone II † (menzionato nel 1125)[30]
- Rustico † (menzionato nel 1137)
- Roberto † (prima di novembre 1140 - dopo il 1144)
- Alanno (o Alando) † (prima di novembre 1154 - dopo il 1157)[31]
- Andrea II † (prima di settembre 1173 - dopo maggio 1185)[32]
- Pietro II ? † (menzionato nel 1191)[33]
- Bartolomeo † (1192 - dopo il 1231)[32]
- Rainaldo ? †[33]
- Gregorio di Poli † (prima del 1234 - dopo ottobre 1238)[32]
- Landolfo di Napoli (Caracciolo ?) † (documentato come episcopus electus l'11 gennaio 1252)[32]
- Alessandro de Frescarosa da Capua † (5 settembre 1252[34] - dopo il 1259 deceduto)[32]
- Nicola da Fossa, O.Cist. † (27 giugno 1262 - dopo il 1278 deceduto)[32]
- Tommaso † (31 marzo 1286 - dopo gennaio 1291 deceduto)
- Guglielmo † (menzionato nel 1193)
- Rinaldo, O.P. † (17 aprile 1295 - circa 1303 deceduto)
- Mattia † (29 maggio 1303 - 1303 deceduto)
- Pietro III † (19 luglio 1303 - 1320 deceduto)
- Raimondo de Mausaco, O.Min. † (21 febbraio 1321 - 21 febbraio 1326 nominato vescovo di Aversa)
- Giovanni Crispano de Rocca † (21 febbraio 1326 - 1335 deceduto)
- Pietro Ferri † (10 maggio 1336 - 17 novembre 1336 deceduto)
- Beltramino Parravicini † (14 dicembre 1336 - 24 novembre 1339 nominato vescovo di Como)
- Guglielmo Capodiferro † (17 marzo 1340 - 1352 deceduto)
- Bartolomeo Papazzurri, O.P. † (24 maggio 1353 - 21 luglio 1363 nominato arcivescovo di Patrasso)
- Vitale da Bologna, O.S.M. † (21 luglio 1363 - 1373 deceduto)
- Eleazario da Sabrano † (5 settembre 1373 - 18 settembre 1378 dimesso)
  - Tommaso † (10 novembre 1378 - ?) (antivescovo)
- Giovanni da Comino, O.S.B.Coel. † (19 marzo 1379 - 1396 deceduto)
- Guglielmo Carbone † (18 agosto 1396 - 1418 deceduto)
- Nicola Viviani † (1º febbraio 1419 - 6 novembre 1428 deceduto)
- Marino de Tocco † (7 gennaio 1429 - 1438 deceduto)
  - Giovanni Battista della Buona † (20 ottobre 1438 - 1445 dimesso) (vescovo eletto)
- Colantonio Valignani † (15 marzo 1445 - 1488 deceduto)
  - Alfonso d'Aragona † (28 febbraio 1488 - 16 novembre 1496 dimesso) (vescovo eletto)
- Giacomo Bacio Terracina † (16 novembre 1496 - 1499 deceduto)
  - Oliviero Carafa † (2 febbraio 1500 - 20 dicembre 1501 dimesso) (amministratore apostolico)
- Bernardino Carafa † (20 dicembre 1501 - 1º aprile 1505 nominato arcivescovo di Napoli)
- Gian Pietro Carafa † (30 luglio 1505 - 20 dicembre 1518 nominato arcivescovo di Brindisi)
  - Gian Pietro Carafa † (20 dicembre 1518 - 24 agosto 1524 dimesso) (amministratore apostolico)
- Felice Trofino † (24 agosto 1524 - 1527 deceduto)
- Guido de' Medici † (3 gennaio 1528 - 1537 deceduto)
- Gian Pietro Carafa † (20 giugno 1537 - 22 febbraio 1549 nominato arcivescovo di Napoli)
- Bernardino Maffei † (9 novembre 1549 - 16 luglio 1553 deceduto)
- Marcantonio Maffei † (17 luglio 1553 - 14 gennaio 1568 dimesso)
- Giovanni Oliva † (14 gennaio 1568 - 1577 deceduto)
- Girolamo Leoni † (30 ottobre 1577 - 1578 deceduto)
- Cesare Busdrago † (11 agosto 1578 - ottobre 1585 deceduto)
- Giovanni Battista Castrucci † (21 ottobre 1585 - 20 marzo 1591 dimesso)
- Orazio Sanminiato † (20 marzo 1591 - 29 gennaio 1592 deceduto)
- Matteo Sanminiato † (4 marzo 1592 - febbraio 1607 deceduto)
- Anselmo Marzato, O.F.M.Cap. † (12 febbraio 1607 - 17 agosto 1607 deceduto)
- Orazio Maffei † (3 settembre 1607 - 11 gennaio 1609 deceduto)
- Volpiano Volpi † (11 marzo 1609 - prima del 16 dicembre 1615 dimesso)
- Paolo Tolosa, C.R. † (16 dicembre 1615 - 3 ottobre 1618 deceduto)
- Marsilio Peruzzi † (26 novembre 1618 - 7 gennaio 1631 deceduto)
- Antonio Santacroce † (10 marzo 1631 - 9 giugno 1636 nominato arcivescovo di Urbino)
- Stefano Sauli † (10 novembre 1638 - 10 febbraio 1649 deceduto)
- Vincenzo Rabatta † (9 dicembre 1649 - 21 novembre 1653 deceduto)
- Angelo Maria Ciria, O.S.M. † (1º giugno 1654 - 4 aprile 1656 deceduto)
- Modesto Gavazzi, O.F.M.Conv. † (19 febbraio 1657 - 6 marzo 1657 deceduto)
- Niccolò Radulovich † (10 marzo 1659 - 27 ottobre 1702 deceduto)
- Vincenzo Capece † (23 aprile 1703 - febbraio 1722 deceduto)
- Filippo Valignani, O.P. † (20 aprile 1722 - febbraio 1737 deceduto)
- Michele Palma † (6 maggio 1737 - 23 marzo 1755 deceduto)
- Nicola Sánchez de Luna † (21 luglio 1755 - 9 aprile 1764 nominato arcivescovo, titolo personale, di Nola)
- Francesco Brancia † (9 aprile 1764 - 7 gennaio 1770 deceduto)
- Luigi del Giudice, O.S.B.Coel. † (12 marzo 1770 - 1790 deceduto)
- Ambrogio Mirelli, O.S.B. † (27 febbraio 1792 - 22 luglio 1795 deceduto)
- Francesco Saverio Bassi, O.S.B.Coel. † (18 dicembre 1797 - 26 marzo 1821 deceduto)
- Carlo Maria Cernelli † (19 aprile 1822 - 18 maggio 1837 deceduto)
- Giosuè Maria Saggese, C.SS.R. † (17 settembre 1838 - 24 aprile 1852 deceduto)
- Michele Manzo † (27 settembre 1852 - 23 luglio 1853 nominato anche amministratore perpetuo di Vasto)

### Arcivescovi di Chieti e amministratori apostolici di Vasto
- Michele Manzo † (23 luglio 1853 - 7 marzo 1856 deceduto)
- Luigi Maria de Marinis † (18 settembre 1856 - 27 agosto 1877 deceduto)
- Fulco Luigi Ruffo-Scilla † (28 dicembre 1877 - 23 maggio 1887 dimesso[35])
- Rocco Cocchia, O.F.M.Cap. † (23 maggio 1887 - 19 dicembre 1900 deceduto)
- Gennaro Costagliola, C.M. † (15 aprile 1901 - 15 febbraio 1919 deceduto)
- Nicola Monterisi † (15 dicembre 1919 - 5 ottobre 1929 nominato arcivescovo di Salerno)
- Giuseppe Venturi † (18 febbraio 1931 - 11 novembre 1947 deceduto)
- Giovanni Battista Bosio † (24 luglio 1948 - 25 maggio 1967 deceduto)
- Loris Francesco Capovilla † (26 giugno 1967 - 25 settembre 1971 nominato prelato di Loreto[36])
- Vincenzo Fagiolo † (20 novembre 1971 - 24 agosto 1982 nominato anche vescovo di Vasto)

### Arcivescovi di Chieti e vescovi di Vasto
- Vincenzo Fagiolo † (24 agosto 1982 - 15 luglio 1984 dimesso)
- Antonio Valentini † (31 dicembre 1984 - 30 settembre 1986 nominato arcivescovo di Chieti-Vasto)

### Arcivescovi di Chieti-Vasto
- Antonio Valentini † (30 settembre 1986 - 30 settembre 1993 dimesso)
- Edoardo Menichelli (10 giugno 1994 - 8 gennaio 2004 nominato arcivescovo di Ancona-Osimo)
- Bruno Forte, dal 26 giugno 2004

### Arcivescovo attuale
Il 26 giugno 2004 papa Giovanni Paolo II ha eletto arcivescovo di Chieti-Vasto il teologo napoletano Bruno Forte come successore di Edoardo Menichelli, trasferito alla sede di Ancona-Osimo: monsignor Forte è stato consacrato vescovo nel Duomo di Napoli l'8 settembre 2004 dall'allora prefetto della Congregazione per la Dottrina della Fede, il cardinale Joseph Ratzinger (che l'anno seguente sarebbe stato eletto papa) e ha preso possesso della diocesi il 25 settembre dello stesso anno.

## Statistiche
L'arcidiocesi nel 2023 su una popolazione di 307.673 persone contava 279.500 battezzati, corrispondenti al 90,8% del totale.
| anno | popolazione | popolazione | popolazione | presbiteri | presbiteri | presbiteri | presbiteri                | diaconi | religiosi | religiosi | parrocchie |
| anno | battezzati  | totale      | %           | numero     | secolari   | regolari   | battezzati per presbitero | diaconi | uomini    | donne     | parrocchie |
| ---- | ----------- | ----------- | ----------- | ---------- | ---------- | ---------- | ------------------------- | ------- | --------- | --------- | ---------- |
| 1949 | 350.000     | 350.000     | 100         | 297        | 207        | 90         | 1.178                     |         | 120       | 425       | 133        |
| 1958 | 333.468     | 335.468     | 99,4        | 284        | 190        | 94         | 1.174                     | 1       | 142       | 491       | 133        |
| 1970 | 292.000     | 294.030     | 99,3        | 282        | 180        | 102        | 1.035                     |         | 127       | 578       | 141        |
| 1980 | 290.029     | 296.029     | 98,2        | 270        | 171        | 99         | 1.076                     | 6       | 122       | 420       | 156        |
| 1990 | 311.500     | 316.500     | 98,4        | 245        | 158        | 87         | 1.271                     | 6       | 113       | 391       | 158        |
| 1999 | 316.000     | 321.162     | 98,4        | 235        | 159        | 76         | 1.344                     | 6       | 87        | 364       | 158        |
| 2000 | 313.935     | 315.865     | 99,4        | 248        | 167        | 81         | 1.265                     | 5       | 96        | 370       | 158        |
| 2001 | 313.855     | 315.865     | 99,4        | 251        | 166        | 85         | 1.250                     | 15      | 107       | 373       | 158        |
| 2002 | 313.855     | 315.875     | 99,4        | 235        | 155        | 80         | 1.335                     | 14      | 93        | 401       | 158        |
| 2003 | 310.350     | 314.800     | 98,6        | 230        | 151        | 79         | 1.349                     | 14      | 92        | 401       | 158        |
| 2004 | 308.600     | 313.500     | 98,4        | 226        | 146        | 80         | 1.365                     | 14      | 96        | 400       | 158        |
| 2006 | 305.882     | 312.982     | 97,7        | 223        | 148        | 75         | 1.371                     | 17      | 93        | 370       | 157        |
| 2013 | 297.000     | 316.300     | 93,9        | 247        | 145        | 102        | 1.202                     | 20      | 115       | 314       | 147        |
| 2016 | 307.779     | 333.454     | 92,3        | 218        | 136        | 82         | 1.411                     | 21      | 95        | 302       | 144        |
| 2019 | 287.000     | 322.876     | 88,9        | 232        | 142        | 90         | 1.237                     | 23      | 103       | 209       | 138        |
| 2021 | 284.205     | 312.827     | 90,9        | 208        | 136        | 72         | 1.366                     | 24      | 86        | 215       | 144        |
| 2023 | 279.500     | 307.673     | 90,8        | 178        | 127        | 51         | 1.570                     | 21      | 64        | 201       | 146        |